# Евродэнс
Евродэ́нс (англ. Eurodance) — условное название стилистического направления в популярной танцевальной музыке, оформившегося в Европе в начале 1990-х годов. Объединял элементы хауса, техно, хип-хопа, поп-музыки, синти-попа и был ориентирован на массовую клубную аудиторию и радиоформат. Для евродэнса были характерны мелодичные припевы с женским вокалом, мужской речитатив в куплетах (часто в стиле рэп), прямая бочка (four-on-the-floor), простые гармонии, синтезаторное звучание и повторяющаяся структура композиции. Евродэнс стал важной частью европейской музыкальной культуры 1990-х годов и оказал влияние на развитие танцевальной поп-музыки и отдельных направлений электронной сцены в последующие десятилетия. 

## Термин
Термин евродэнс (от англ. Eurodance — «европейский танец») начал использоваться ретроспективно, в конце 1990-х годов, уже после пика популярности этого направления. В период его расцвета (1992—1996) сами исполнители, продюсеры и лейблы предпочитали обозначения вроде dance, club music или techno, на обложках релизов слово Eurodance практически не встречалось. Термин получил распространение позже — в компиляциях, каталогах музыкальных магазинов и в онлайн-базах данных — как удобное обобщающее обозначение характерного стиля танцевальной музыки, распространённого в Европе в 1990-е годы. 
Чётких границ у термина нет: в разных странах к евродэнсу относят разный круг исполнителей. В англоязычных источниках под этим понятием чаще подразумевается музыка, сочетающая клубные ритмы с поп-структурой, женским вокалом и мужским речитативом. В России и странах Восточной Европы термин закрепился за танцевальной поп-музыкой с характерным «европейским» звучанием 1990-х годов, включая как собственно евродэнс, так и сопредельные жанры (euro house, happy hardcore, italodance и др.).

## История

### Возникновение
Появляется в конце 1980-х годов в результате слияния различных элементов евродиско, итало-диско, техно, хип-хауса и культуры эйсид-хауса. 
К концу 1980-х в центральной Европе, особенно в Германии, становились популярными рейв-вечеринки, базировавшиеся на нью-бит, чикагском хаусе; в 1988 году в моду вошёл британский эйсид-хаус.
Сингл Black Box «Ride On Time», вышедший в июле 1989 года и ставший самым продаваемым синглом Великобритании по итогам года, содержал «хаус-пиано» синтезатора Korg M1, ставшего впоследствии эталоном звучания евродэнса. Успех сингла Technotronic «Pump Up the Jam» (сентябрь 1989 года) способствовал популяризации жанра «хип-хаус».
Сингл группы Snap! «The Power» (1990 год), с рэп- и соул-партиями, наложенными на электронную музыку и бас, покорил вершины хит-парадов Великобритании, Испании, Нидерландов и Швейцарии, способствовал закреплению нового музыкального явления.

### Расцвет
С начала до середины 1990-х годов евродэнс был очень популярен в Европе, заполняя ТВ- и радиоэфиры; так, в мае 1995 года в топ-10 итальянского чарта входило 7 песен евродэнс. Во Франции на протяжении нескольких лет проводились ТВ-концерты под названием «Dance Machine» с большим количеством евродэнс-исполнителей; также выпускались одноимённые сборники. В США евродэнс практически не освещался и, за редкими исключениями, был малопопулярен. Тем не менее, некоторые композиции широко использовались на спортивных мероприятиях (баскетбол, хоккей).
Многие наблюдатели в музыкальной индустрии говорили, что несмотря на успех евродэнс должен был либо измениться, либо умереть. Продюсеры и исполнители евродэнса начали уходить в другие направления, например, такие как хэппи-хардкор или хаус. Но не все группы немедленно последовали этой тенденции, например, группа 2 Unlimited хотела оставаться в рамках евродэнс, чтобы оставаться в чартах, хотя продюсер Де Костер предсказал отход от поп-стиля к более клубному звучанию. Тем не менее во второй половине десятилетия популярность евродэнс начала снижаться, и трек «Scatman's World» Джона Скэтмана стал последним крупным хитом оригинального звучания евродэнс в Eurochart Hot 100, занимая первое место в течение 3 недель в конце августа и начале сентября 1995 г.

### Закат
К концу 1990-х популярность евродэнса пошла на спад. Частично направление трансформировалось в прогрессив-хаус. В 2000-х годах европейская музыкальная индустрия отошла от евродэнса и обратилась к таким стилям как дэнспоп, ню-диско, электро-хаус и R'n'B.

## Характеристика
Евродэнс характеризуется использованием синтезаторов, драм-машины, секвенсоров и арпеджиаторов, а также мелодичными вокальными партиями, либо их сочетанием с речитативом (наиболее часто встречающийся вариант: мужской речитатив в куплетах и женская партия в припевах), а также использованием ритма с частотой от 110 до 150 ударов в минуту. Одновременное вокальное исполнение нехарактерно. Мужская модель поведения и исполнения унаследована от рэп- и рагга-исполнителей; женская представляет собой более свободную манеру диско-див. Подавляющее большинство текстов выполнено в позитивном ключе: мир и любовь, единение и танцы; реже — выражение (и преодоление) сложных чувств.
Большое количество продюсеров создавало чисто «визуальный» образ проекта для раскрутки, съёмок и выступлений, оставляя настоящих вокалистов в тени. К числу таких «теневых» вокалистов, подаривших свои голоса многим евродэнс-хитам, относятся Нана Хедин (Nana Hedin), Джованна Берсола (Jenny B), Сандра Чамберс (Sandy), Эннерли Гордон (Ann Lee).